# Pitalito
Pitalito est une municipalité du département du Huila, en Colombie. C'est la seconde ville la plus peuplée du département après Neiva.
Son climat est humide avec des températures oscillant toute l'année entre 18° et 21 °C.

## Histoire
El Valle de Laboyos, territoire sur lequel se situe actuellement Pitalito fut une zone importante durant la Conquête de la Colombie. Il a été découvert en 1538 par Sebastián de Belalcázar. Son expédition partie de Popayán (Cauca) arriva au Valle de Pitalito en passant par la Cordillère Centrale et la région de Puracé.
En 1818, le prêtre José Hilario Sierra et quelques voisins de la région décidèrent de venir s'installer dans cette région.
En 1818, fut nommé curé du village de Laboyos le prêtre José Hilario López, dont l'administration a commencé à faire les premiers bâtiments sur le site actuel de Pitalito, sur une vaste plaine parsemée Guaduales, cachimgos et des arbres indigènes à cette plancher thermique. Dans un document daté du 2 décembre, 1835 au même endroit, étant prêtre Jerónimo España, Catarina Artunduaga, fille de José De Artunduaga, il a donné le sort qui avait été délimitée pour la place principale, ainsi que le temple solaire et presbytère. Le bienfaiteur est mort le 11 juillet 1838.
Le 9 décembre 1818, le conseil de la ville de Timaná détermine maires élus pour les différentes parties. Il a été nommé à la ville de Pitalito, Luis Cristobal de Cuellar, dont l'élection avait été considérée comme paroisse distincte en premier. Toutefois, ce choix a été la décision suivante : « […] n'est pas non plus approuvé ou défenseur dit l'élection à la mairie de la nouvelle paroisse Pitalito, Cristobal de Cuellar, le choix n'est pas sur le gouvernement […] ».
Après la victoire de Boyacá pont et datée du 9 décembre 1820, le conseil de maire élu Timaná Parti Pitalito Ignacio Rojas Cabrera et le premier il y avait dans la ville, qui a pris possession du bureau 6 janvier 1821, avant la réunion du conseil en Timana Garzón. Au cours de 1822, il a servi comme Jorge Cuellar, fils de Luis Cristóbal (Louis Christopher en français) Hall. En 1823, Leandro Parra ; Joaquín Calderón en 1824.
La Conquête
La vallée Laboyos, terrain sur lequel est maintenant Pitalito, était un domaine important dans les actions de la conquête, en grande partie habitée de son territoire par les tribus des nations Timaná et Yalcón, a été découvert dans les derniers mois de l'année Belalcazar 1538 par Sebastian et son expédition. Nous savons que de Popayan, transmontaron région centrale de la cordillère Puracé par atteindre le sommet de la rivière Mazamorras, suivi le cours de cette rivière et de la région est venu à la vallée de Isnos Pitalito, en disant que le même chroniqueur, Juan Castellanos dans une de ses élégies, était de savoir comment arriver à la terre promise. Il a fondé en 1539 le capitaine Pedro de Anasco, un village qui était à l'origine appelé Guacayo ou Guacacallo (rivière de tombes), le roseau aromatique et atterrit sur l'une des terrasses du vallée de Pitalito (Laboyos).
Caractères Présentés
Littérature
- Ángel Sierra Basto
- Gerardo Meneses Claros
- Benhur Sánchez Suárez

## Fêtes et Célébrations
- Fiestas del San Pedro - juin
- Feria Automotríz - juillet et août
- Semana Empresarial - septembre et octobre
- Semana Cultural - octobre
- Feria Artesanal - novembre
- Feria y exposición equina grado A - novembre

## Tourisme
Le secrétariat du développement économique et agricole a repris l'étude réalisée par des étudiants ayant pour but la réalisation de souvenirs touristiques dans les zones méconnus par la plupart des personnes. De plus ils veulent mettre en valeur la beauté des ressources naturelles comme les paysages de la rivière Yuma.